# Picus puniceus
El pito alirrojo (Picus puniceus) es una especie de ave piciforme de la familia Picidae que vive en el sudeste asiático.

## Descripción
El pito alirrojo puede alcanzar los 25 cm de longitud. En el plumaje de su cuerpo predomina el verde oliváceo, que contrasta con el rojo intenso de sus alas y píleo. Además destaca en su penacho rojo un copete de plumas amarillas a la altura de la nuca. Sus flancos son blanquecinos con listas negras. Su pico es negruzco y puntiagudo. Los machos presentan listas malares rojas.
Se alimenta principalmente de insectos y sus larvas.

## Distribución y hábitat
Se encuentra en las selvas de la península malaya, Sumatra, Borneo, Java, Bangka y algunas pequeñas islas adyacentes, distribuido por Brunéi, Indonesia, Malasia, Birmania, Singapur y Tailandia.